# Carrier Corps

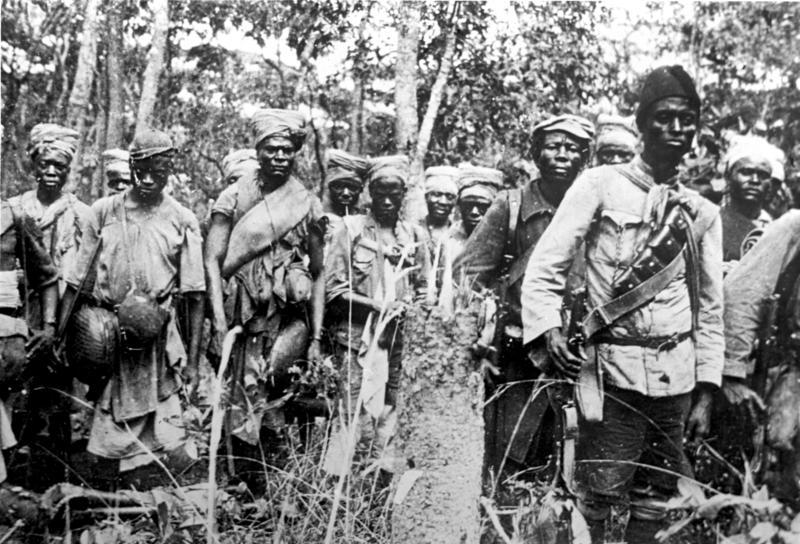
Carrier Corps et Askaris de la troupe de protection de l'Afrique orientale

Le Carrier Corps est une organisation militaire créée au Kenya durant la Première Guerre mondiale pour fournir du travail à l'appui militaire de la campagne britannique contre l'armée allemande en Afrique de l'Est, commandée par Paul Emil von Lettow-Vorbeck.
Considérant que von Lettow avait armé et entraîné des Askaris africains et créé une force de guérilla efficace capable de vivre de la terre, les Britanniques tentent de déployer des soldats de l'armée britannique des indes sous les ordres du général Smuts et gardent le King's African Rifles pour la sécurité interne des troupes. Non seulement ces troupes sont inadaptées au relief mais la nécessité de nourrir un grand corps de soldats étrangers présente aussi de graves problèmes logistiques. Les troupes à l'intérieur des terres doivent être ravitaillées sur de longues distances sans lignes de chemin de fer ou routes. La livraison d'un kilogramme de riz à l'intérieur des terres peut nécessiter la livraison de 50 kilogrammes de riz sur la côte, la majeure partie étant consommée en route pour nourrir tous les porteurs assurant le transport.
L'administration britannique forme une organisation du travail militaire, le Carrier Corps, qui recrute et enrôle plus de 400 000 hommes africains pour le portage et d'autres tâches de soutien.
La mobilisation de ces populations majoritairement tribales a eu différent effets. Ces populations tribales d'Afrique de l'Est ont été mobilisées pour un conflit armé, elles ont subi de grandes souffrances pour des causes étrangères et des effets non-significatifs. Ces mobilisations ont montré la faillibilité de la présence européenne en Afrique; des Askaris armés ont tué des européens. Ces évènements ont élevé la conscience politique des Africains quant à la nécessité de se battre pour leurs propres intérêts.
Le Carrier Corps est commémoré sur le Monument commémoratif de guerre à Nairobi.
Plusieurs villes d'Afrique orientale ont des quartiers dont les noms sont dus au Carrier Corps. Ces noms viennent du fait que des membres du Carrier Corps se sont installés dans ces villes. On peut citer "Kariakor" à Nairobi et "Kariakoo" à Dar es-Salaam et Dodoma.

## Sources
- (en) Cet article est partiellement ou en totalité issu de l’article de Wikipédia en anglais intitulé « Carrier Corps » (voir la liste des auteurs).